# Commerce des épices

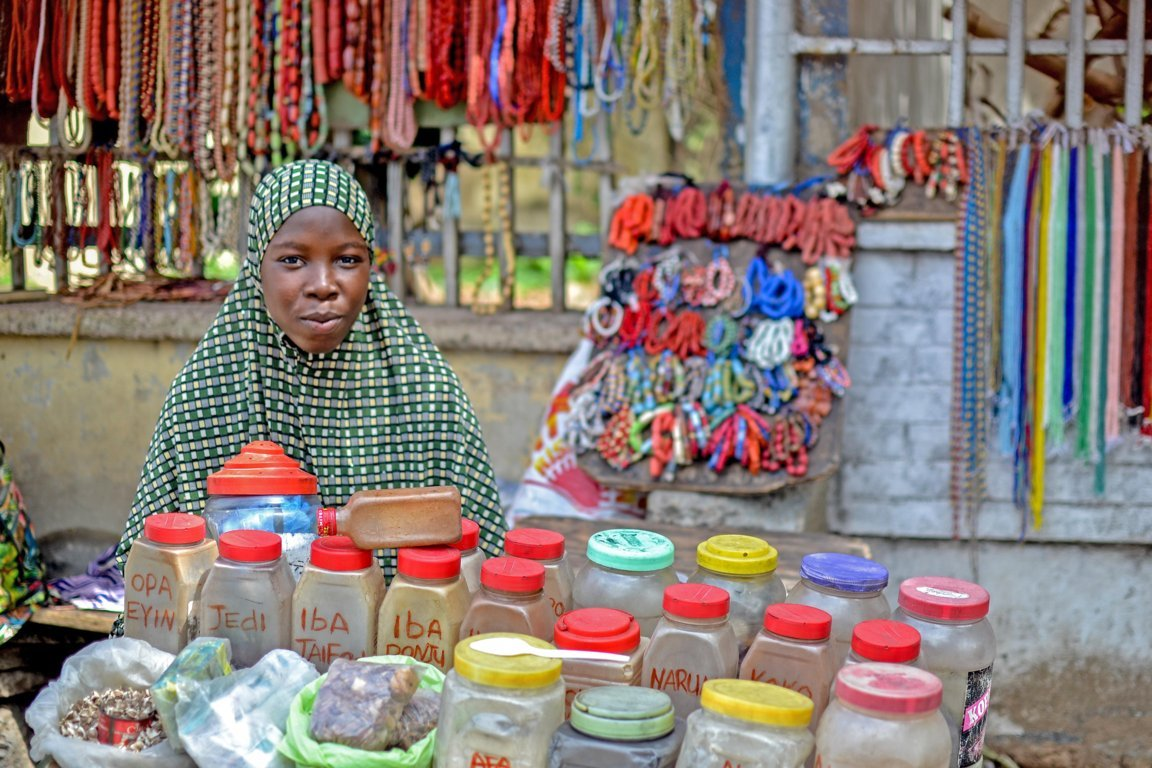
Jeune vendeuse d'épices.

Le commerce des épices est une branche de l'industrie agroalimentaire qui s'occupe de l'achat et de la revente de substances d'origine végétale principalement destinées à parfumer les mets. Depuis les années 1960, le volume du commerce mondial des épices a augmenté à un rythme exponentiel et sa valeur nominale a crû à un taux supérieur à celui de la croissance du commerce alimentaire global.

## Histoire
Le commerce des épices a constitué l'un des premiers réseaux mondiaux d'échange de marchandises sur de longues distances. Il s'est développé à partir de l'Asie du Sud et du Moyen-Orient au début du IIe millénaire av. J.-C. À la fin du Moyen Âge, il a servi de moteur de développement du commerce international et, plus tard, de la colonisation. Son succès s'est interrompu assez brusquement au XVIIe siècle, remplacé par le commerce d'autres marchandises plus lucratives.

## Produits
L'Organisation internationale de normalisation a élaboré une norme internationale (ISO 676) établissant une liste non exhaustive de 109 plantes utilisées en tant qu'épices ou aromates. Ils y sont définis comme des « produits végétaux ou mélanges de ceux-ci, exempts de matières étrangères, utilisés pour donner de la saveur et de l’arôme et pour assaisonner les aliments ». La première édition de cette liste a été publiée en 1982, et la seconde en 1995. Plusieurs épices de la liste font elles-mêmes l'objet de normes internationales qui en donnent les spécifications précises.

## Organisation

### Pays exportateurs
| 1991-1995  | 1991-1995 | 1996-2000 | 1996-2000 | 2001-2005  | 2001-2005 | 2006-2010 | 2006-2010 | 2011-2016 | 2011-2016 |
| ---------- | --------- | --------- | --------- | ---------- | --------- | --------- | --------- | --------- | --------- |
| Indonésie  | 14 %      | Singapour | 13 %      | Chine      | 10 %      | Inde      | 14 %      | Inde      | 18 %      |
| Singapour  | 12 %      | Inde      | 13 %      | Inde       | 8 %       | Chine     | 11 %      | Chine     | 10 %      |
| Inde       | 12 %      | Indonésie | 12 %      | Madagascar | 6 %       | Viêt Nam  | 7 %       | Viêt Nam  | 10 %      |
| Chine      | 9 %       | Chine     | 8 %       | Indonésie  | 6 %       | Indonésie | 6 %       | Indonésie | 6 %       |
| Espagne    | 6 %       | Pays-Bas  | 5 %       | Singapour  | 5 %       | Guatemala | 4 %       | Pays-Bas  | 5 %       |
| Allemagne  | 5 %       | Malaisie  | 4 %       | Viêt Nam   | 5 %       | Pays-Bas  | 4 %       | Singapour | 4 %       |
| Madagascar | 5 %       | Brésil    | 4 %       | Allemagne  | 4 %       | Allemagne | 4 %       | Allemagne | 4 %       |
| Brésil     | 4 %       | Espagne   | 4 %       | Pays-Bas   | 4 %       | Espagne   | 4 %       | Brésil    | 4 %       |
| Pays-Bas   | 4 %       | Allemagne | 4 %       | Brésil     | 3 %       | Brésil    | 3 %       | Sri Lanka | 3 %       |
| États-Unis | 3 %       | Turquie   | 3 %       | Espagne    | 3 %       | Sri Lanka | 3 %       | Guatemala | 3 %       |
| Total :    | 74 %      | Total :   | 70 %      | Total :    | 54 %      | Total :   | 60 %      | Total :   | 67 %      |

### Pays importateurs
| 1991-1995       | 1991-1995 | 1996-2000       | 1996-2000 | 2001-2005       | 2001-2005 | 2006-2010       | 2006-2010 | 2011-2016       | 2011-2016 |
| --------------- | --------- | --------------- | --------- | --------------- | --------- | --------------- | --------- | --------------- | --------- |
| États-Unis      | 22 %      | États-Unis      | 19 %      | États-Unis      | 17 %      | États-Unis      | 13 %      | États-Unis      | 15 %      |
| Japon           | 10 %      | Japon           | 9 %       | Japon           | 6 %       | Allemagne       | 6 %       | Allemagne       | 6 %       |
| Allemagne       | 9 %       | Allemagne       | 7 %       | Allemagne       | 6 %       | Japon           | 5 %       | Inde            | 4 %       |
| Singapour       | 8 %       | Singapour       | 7 %       | Singapour       | 5 %       | Royaume-Uni     | 3 %       | Pays-Bas        | 4 %       |
| Arabie saoudite | 4 %       | Pays-Bas        | 5 %       | France          | 4 %       | Malaisie        | 3 %       | Japon           | 4 %       |
| Espagne         | 4 %       | France          | 4 %       | Pays-Bas        | 4 %       | Pays-Bas        | 3 %       | Arabie saoudite | 4 %       |
| Pays-Bas        | 4 %       | Royaume-Uni     | 4 %       | Royaume-Uni     | 3 %       | Espagne         | 3 %       | Royaume-Uni     | 4 %       |
| Canada          | 3 %       | Espagne         | 3 %       | Inde            | 3 %       | Inde            | 3 %       | Singapour       | 3 %       |
| Royaume-Uni     | 3 %       | Arabie saoudite | 2 %       | Espagne         | 3 %       | Arabie saoudite | 3 %       | Espagne         | 3 %       |
| Mexique         | 3 %       | Canada          | 2 %       | Arabie saoudite | 3 %       | Singapour       | 3 %       | France          | 3 %       |
| Total :         | 70 %      | Total :         | 62 %      | Total :         | 54 %      | Total :         | 45 %      | Total :         | 50 %      |